# Puppigerus
Puppigerus es un género extinto de tortuga marina que vivió durante el Eoceno. Es conocido a partir de hallazgos en Estados Unidos, Inglaterra, Bélgica, Dinamarca y Uzbekistán.

## Historia taxonómica
Puppigerus fue descrito por Edward Drinker Cope en 1870. En 1997, P. camperi y P. crassicostata fueron consideradas las únicas dos especies válidas. Más tarde se consideró que P. camperi es la única especie del género hasta el descubrimiento en 2005 de P. nessovi de Uzbekistán.

## Descripción

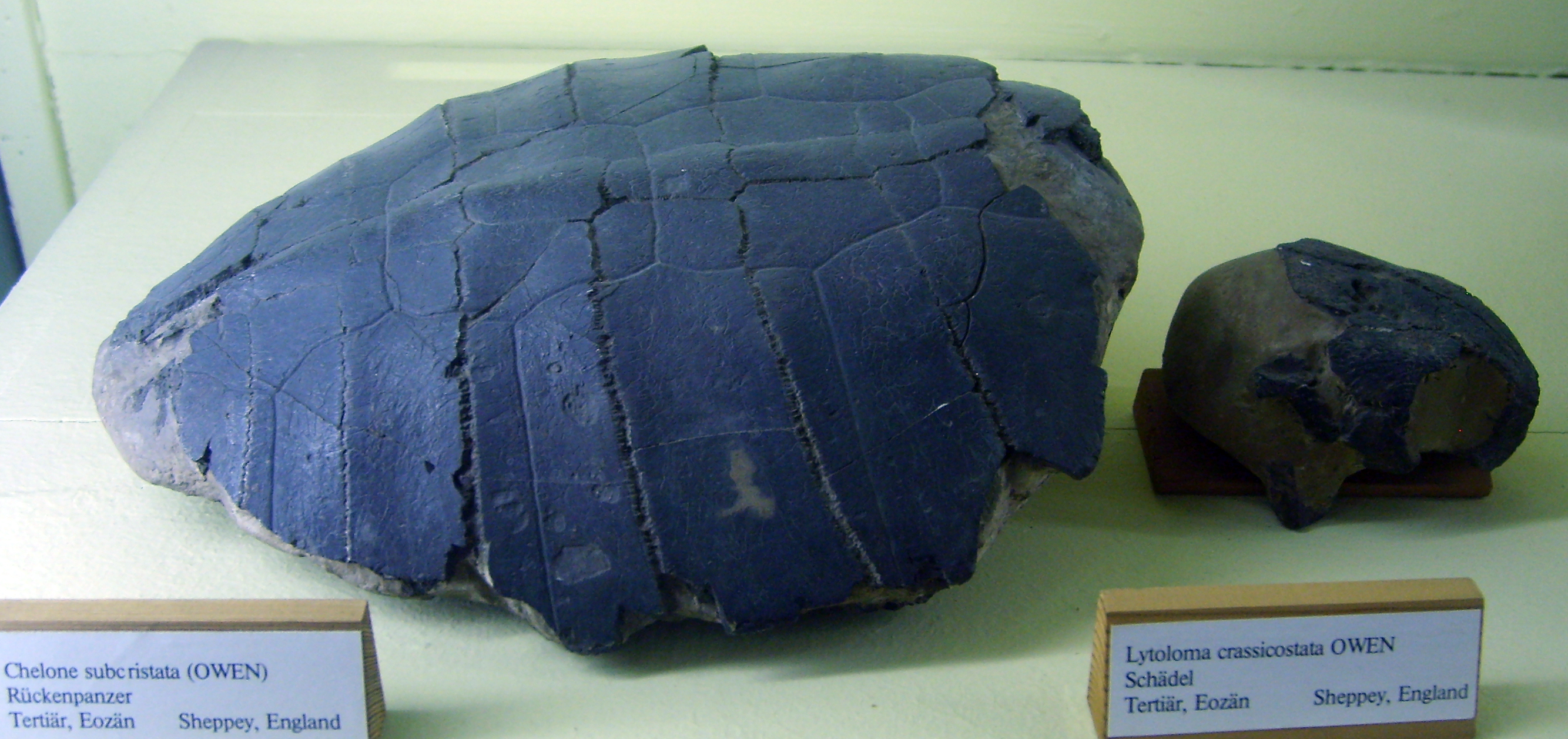
Caparazón de Argillochelys subcristata y cráneo de Puppigerus crassicostata, en el Museum für Naturkunde, Berlín

Los fósiles muestran que Puppigerus medía cerca de 90 centímetros de largo, y su peso se ha estimado en el rango de 9-14 kilogramos. Aunque los quelónidos como Puppigerus aparecieron inicialmente en el Cretácico, varios rasgos de este género le dan un gran parecido a los quelónidos modernos: sus grandes ojos apuntando hacia los lados en vez de hacia arriba, a diferencia de los quelónidos más avanzados, y su caparazón completamente osificado. El pigal (la placa más posterior del caparazón) también carecía de la muesca vista en los quelónidos primitivos. Era un herbívoro, que se alimentaba de la vegetación marina, y fue una de las tortugas marinas prehistóricas "mejor adaptadas"; sus ojos inusualmente grandes le ayudaban a captar tanta luz como fuera posible, y su especializada estructura mandibular evitaba que tragara agua al respirar. Sus patas delanteras tenían forma de aleta, pero sus patas delanteras no estaban conformadas de esa manera, lo que sugiere que pudo haber pasado un considerable tiempo en tierra firme, en donde las hembras podían depositar sus huevos.

## Localidades fósiles
P. camperi es conocido de la Arcilla de Londres y los Lechos Bracklesham de Inglaterra, así como los Sables de Bruxelles y los Sables de Wemmel de Bélgica. P. nessovi es conocido de la localidad Dzheroi 2 de Uzbekistán. Una especie de Puppigerus es también conocida de la Formación Fur de Dinamarca